# کن اولین
کن اولین (انگلیسی: Ken Olin؛ زادهٔ ۳۰ ژوئیهٔ ۱۹۵۴) یک هنرپیشه، و کارگردان اهل ایالات متحده آمریکا است.
او در فیلم تا تو بودی و منطق کویینز بازی کرده‌است.